# Monomorium opacior
Monomorium opacior är en myrart som beskrevs av Auguste-Henri Forel 1913. Monomorium opacior ingår i släktet Monomorium och familjen myror. Inga underarter finns listade i Catalogue of Life.